# Weißenhorn
Weißenhorn település Németországban, azon belül Bajorországban. Lakosainak száma 14 088 fő (2023. december 31.). Weißenhorn Roggenburg, Buch (Schwaben), Illertissen, Bellenberg, Vöhringen, Senden, Pfaffenhofen an der Roth és Stoffenrieder Forst községekkel határos.

## Népesség
A település népessége az elmúlt években az alábbi módon változott:
| Lakosok száma | 1116 | 2456 | 10 295 | 10 856 | 13 228 | 13 224 | 13 329 | 13 436 | 13 743 | 14 088 |
|               | 1808 | 1925 | 1970   | 1987   | 2012   | 2013   | 2015   | 2017   | 2021   | 2023   |